# Geoprocessamento
O geoprocessamento é o processamento informatizado de dados georreferenciados. Utiliza programas de computador que permitem o uso de informações cartográficas (mapas, cartas topográficas e plantas) e informações a que se possa associar coordenadas desses mapas, cartas ou plantas. Pode ser utilizado para diversas aplicações.
Também pode ser definido como: É um conjunto de conceitos, métodos e técnicas  em torno do processamento eletrônico de dados que opera sobre registros de ocorrência georreferenciados, analisando suas características e relações geotopológicas para produzir informação geográfica.

## Definição
O termo geoprocessamento denota a disciplina do conhecimento que utiliza técnicas matemáticas e computacionais para o tratamento da informação geográfica e que vem influenciando de maneira crescente as áreas de Cartografia, Análise de Recursos Naturais, Transportes, Comunicações, Energia e Planejamento Urbano e Regional.
As ferramentas computacionais para geoprocessamento, chamadas de Sistemas de Informação Geográfica GIS – sigla em inglês para Geographical Information System –, permitem realizar análises complexas, ao integrar dados de diversas fontes e ao criar bancos de dados georreferenciados. Tornam ainda possível automatizar a produção de documentos cartográficos.
Muitos pesquisadores e especialistas na área preferem o termo "Geoinformática", que é mais geral que o termo "Geoprocessamento", e corresponde a uma analogia ao termo "Bioinformática". A Sociedade Brasileira de Computação (SBC) prefere este termo. A SBC possui uma comissão especial de Geoinformática. O Simpósio Brasileiro de Geoinformática (GeoInfo) é organizado anualmente por pesquisadores da área, com apoio do Instituto Nacional de Pesquisas Espaciais (INPE).

## História
As primeiras tentativas de automatizar parte do processamento de dados com características espaciais aconteceram na Inglaterra e nos Estados Unidos, nos anos 50, com o objetivo principal de reduzir os custos de produção e manutenção de mapas. Dada a precariedade da informática na época, e a especificidade das aplicações desenvolvidas (pesquisa em botânica, na Inglaterra, e estudos de volume de tráfego, nos Estados Unidos), estes sistemas ainda não poderiam ser classificados como “sistemas de informação”.
Os primeiros Sistemas de Informação Geográfica surgiram na década de 1960, no Canadá, como parte de um programa governamental para criar um inventário de recursos naturais. Estes sistemas, no entanto, eram muito difíceis de usar: não existiam monitores gráficos de alta resolução, os computadores necessários eram excessivamente caros, e a mão de obra tinha que ser altamente especializada e caríssima. Não existiam soluções comerciais prontas para uso, e cada interessado precisava desenvolver seus próprios programas, o que demandava muito tempo e, naturalmente, muito dinheiro.
Além disto, a capacidade de armazenamento e a velocidade de processamento eram muito baixas. Ao longo dos anos 70 foram desenvolvidos novos e mais acessíveis recursos de hardware, tornando viável o desenvolvimento de sistemas comerciais. Foi então que a expressão Geographic Information System foi criada. Foi também nesta época que começaram a surgir os primeiros sistemas comerciais de CAD (Computer Aided Design, ou projeto assistido por computador), que melhoraram em muito as condições para a produção de desenhos e plantas para engenharia, e serviram de base para os primeiros sistemas de cartografia automatizada. Também nos anos 70 foram desenvolvidos alguns fundamentos matemáticos voltados para a cartografia, incluindo questões de geometria computacional. No entanto, devido aos custos e ao fato destes protossistemas ainda utilizarem exclusivamente computadores de grande porte, apenas grandes organizações tinham acesso à tecnologia.
A década de 1980 representa o momento quando a tecnologia de sistemas de informação geográfica inicia um período de acelerado crescimento que dura até os dias de hoje. Até então limitados pelo alto custo do hardware e pela pouca quantidade de pesquisa específica sobre o tema, os GIS se beneficiaram grandemente da massificação causada pelos avanços da microinformática e do estabelecimento de centros de estudos sobre o assunto. Nos EUA, a criação dos centros de pesquisa que formam o NCGIA - National Centre for Geographical Information and Analysis (NCGIA, 1989) marca o estabelecimento do Geoprocessamento como disciplina científica independente.

## No Brasil
A introdução do geoprocessamento no Brasil inicia-se a partir do esforço de divulgação e formação de pessoal feito pelo prof. Jorge Xavier da Silva (UFRJ), no início dos anos 80. A vinda ao Brasil, em 1982, de Roger Tomlinson - responsável pela criação do primeiro SIG (o Canadian Geographical Information System)-,para participar do Congresso da União Geográfica Internacional, no Rio de Janeiro, incentivou o aparecimento de vários grupos interessados em desenvolver tecnologia, entre os quais podemos citar:
UFRJ: O grupo do Laboratório de Geoprocessamento do Departamento de Geografia da UFRJ, sob a orientação do professor Jorge Xavier, desenvolveu o SAGA (Sistema de Análise GeoAmbiental). O SAGA tem seu forte na capacidade de análise geográfica e vem sendo utilizado com sucesso como veículo de estudos e pesquisas.
MaxiDATA: Os então responsáveis pelo setor de informática da empresa de aerolevantamento AeroSul criaram, em meados dos anos 80, um sistema para automatização de processos cartográficos. Posteriormente, constituíram empresa MaxiDATA e lançaram o MaxiCAD, software largamente utilizado no Brasil, principalmente em aplicações de Mapeamento por Computador. Mais recentemente, o produto dbMapa permitiu a junção de bancos de dados relacionais a arquivos gráficos MaxiCAD, produzindo uma solução para desktop mapping para aplicações cadastrais.
CPqD/TELEBRÁS: O Centro de Pesquisa e Desenvolvimento da TELEBRÁS iniciou, em 1990, o desenvolvimento do SAGRE (Sistema Automatizado de Gerência da Rede Externa), uma extensiva aplicação de Geoprocessamento no setor de telefonia. Construído com base num ambiente de um SIG (VISION) com um banco de dados cliente-servidor (ORACLE), o SAGRE envolve um significativo desenvolvimento e personalização de software.
INPE: Em 1984, o INPE (Instituto Nacional de Pesquisas Espacias) estabeleceu um grupo específico para o desenvolvimento de tecnologia de geoprocessamento e sensoriamento remoto (a Divisão de Processamento de Imagens - DPI). De 1984 a 1990 a DPI desenvolveu o SITIM (Sistema de Tratamento de Imagens) e o SIG (Sistema de Informações Geográficas), para ambiente PC/DOS, e, a partir de 1991, o SPRING (Sistema para Processamento de Informações Geográficas), para ambientes UNIX e MS/Windows.
O SPRING (Sistema de Processamento de Informações Geográficas) unifica o tratamento de imagens de Sensoriamento Remoto (ópticas e microondas), mapas temáticos, mapas cadastrais, redes e modelos numéricos de terreno. A partir de 1997, o SPRING passou a ser distribuído via Internet e pode ser obtido através do website www.dpi.inpe.br/spring. É uma aplicação gratuita e indicada para quem precisa aprender os conceitos do Geoprocessamento.
O Laboratório de Processamento de Imagens e Geoprocessamento (LAPIG) da Universidade Federal de Goiás / Instituto de Estudos Sócio-Ambientais (UFG/IESA) iniciou suas atividades em 1995 (sob a orientação do professor Laerte Guimarães Ferreira Júnior). Ultimamente, o LAPIG vem contribuindo com as pesquisas na área de Geoprocessamento e Sensoriamento Remoto, direcionando suas análises para o bioma Cerrado. Dentre as várias iniciativas do LAPIG, destaca-se o desenvolvimento do Sistema Integrado de Alerta de Desmatamento (SIAD), desenvolvido pelo professor Nilson Clementino Ferreira, com o apoio de outros pesquisadores do LAPIG. Hoje, este sistema é utilizado para monitorar os desmatamentos no Cerrado.

## Popularização e Massificação
No decorrer dos anos 80, com a grande popularização e barateamento das estações de trabalho gráficas, além do surgimento e evolução dos computadores pessoais e dos sistemas gerenciadores de bancos de dados relacionais, ocorreu uma grande difusão do uso de GIS. A incorporação de muitas funções de análise espacial proporcionou também um alargamento do leque de aplicações de GIS. Na década atual, observa-se um grande crescimento do ritmo de penetração do GIS nas organizações, sempre alavancado pelos custos decrescentes do hardware e do software, e também pelo surgimento de alternativas menos custosas para a construção de bases de dados geográficas.
Os anos 90 consolidaram definitivamente o uso do Geoprocessamento como ferramenta de apoio à tomada de decisão, tendo saído do meio acadêmico para alcançar o mercado com um velocidade tremenda. Instituições do Governo e grandes empresas começaram a investir no uso de aplicativos disponíveis no mercado como o ArcGIS da ESRI, Mapinfo Professional, AutoCAD MAP da Autodesk, gvSIG, GRASS,QGIS da Open Source Geospatial Foundation (OSGeo) dentre outros. Consolidam-se ai as aplicações desktop que agregavam diversas funções no mesmo sistema (modelagem 3D, analise espacial, processamento digital de imagens, etc). Os usuários são especialistas e a difusão dos benefícios do uso de aplicações de geoprocessamento ainda estão engatinhando.
No fim dos anos 90 e início desse século o uso da WEB já está consolidado e as grandes corporações passam a adotar o uso de intranet. O GIS em busca de mais popularização (por demandas do próprio mercado), evolui e passa a fazer uso também do ambiente WEB. Os aplicativos são simples, com funcionalidades básicas de consulta à mapas e a bases alfanuméricas. Os usuários já não precisam mais ser especialistas, facilitando o acesso de pessoas não ligadas à área em questão. Tem-se ai um salto no número de usuários, o surgimento de sites especializados, revistas, etc.
Houve também uma aproximação entre as grandes empresas de GIS e as tradicionais empresas de Tecnologia da Informação como a Oracle, Microsoft, Google, etc.
No Brasil além do próprio termo Geoprocessamento, passa-se a adotar o termo geotecnologias para representar conceito relacionado.
Após o surgimento do Google Maps, do Google Earth e do WikiMapia uma verdadeira revolução está acontecendo. Pessoas que até então não tinham qualquer contato com ferramentas GIS, de uma hora para outra podem ter acesso à qualquer parte do planeta por meio de aplicações que misturam imagens de satélite, modelos 3D e GPS, sendo que o usuário necessita apenas ter conexão à internet.
Em 2004 surge o OpenStreetMap, que, inspirado em projetos de colaboração de usuários ao redor do mundo, busca criar o mais completo mapa já visto. Além de colaborar com o OpenStreetMap completando o mapa, pode-se usufruir de seus dados para criar as mais variadas soluções. Conhecida como "A Wikipédia dos Mapas", seus funcionamento é similar a Wikipédia, onde os usuários podem editar e a população em geral pode usufruir deste conhecimento. Há outras ferramentas de colaboração como o Google Map Maker e o Waze, onde se pode colaborar com o mapeamento, porém, nestes dois últimos, o usuário colabora, vê sua colaboração no mapa, mas não tem acesso direto aos dados como poder baixá-los e trabalhar em ferramentas GIS, CAD, ou como quiserem - o que não ocorre no OpenStreetMap, onde se pode usufruir dos dados.
A Microsoft possui também a sua solução de visualização do Globo terrestre em 3D, chamado de Virtual Earth.(Hoje denominado Bing Maps). A NASA oferece o NASA World Wind um globo virtual destinado ao segmento de pesquisadores, programável por um SDK Java.Outra aplicação existente é o Arc Globe da Environmental Systems Research Institute (ESRI) com o Arc Globe, um visualizador de dados em 3D.
Fabricantes de aparelhos de celular já estão lançando telefones equipados com GPS e mapas. Montadoras já fabricam carros com sistemas de rastreamento por satélite.